# Schinia lucens
Schinia lucens es una especie de Lepidoptera de la familia  Noctuidae. Se encuentra en el centro y oeste de los Estados Unidos.
Tiene una envergadura de alas de 25 a 28 mm. Se produce una sola generación al año.
Las larvas se alimentan de especies del género Amorpha de la familia Fabaceae. Estas plantas se están volviendo escasas, así que la especie puede estar en peligro.